# Bandeira da Organização Internacional do Trabalho
A Bandeira da Organização Internacional do Trabalho é um dos símbolos oficiais da referida organização.

## História

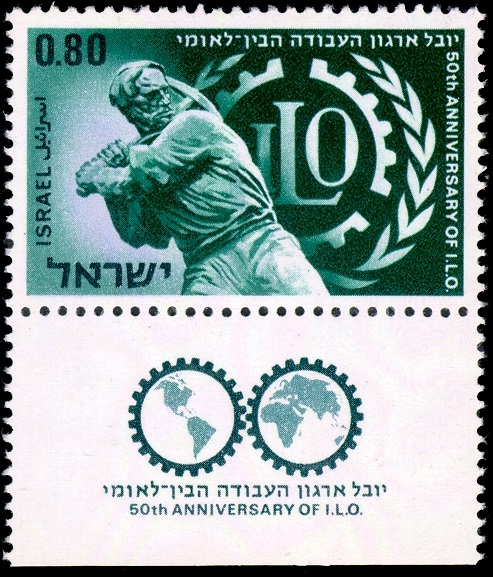
Selo israelense de 1969 em comemoração ao 50º ano de criação da organização. Ano no qual foi criada a bandeira

A bandeira da OIT foi desenhada e fabricada por ocasião do 50º aniversário da Organização em 1969, mas nunca foi devidamente registrada. Poucos funcionários da OIT, e ainda menos pessoas de fora, sabiam que o que a maioria das pessoas considerava a bandeira oficial da Organização - com o logotipo aprovado pelo então Diretor-Geral David A. Morse em 1967 em um fundo azul claro - não tinha um estatuto oficial. Como resultado, não pôde ser exibido em reuniões oficiais e estava sujeito a outras condições restritivas. Isso começou a mudar em 1971, à medida que a OIT avançou no processo de adoção oficial.
Um fato relevante nesse processo foi a visita do Papa Paulo VI à sede da OIT em 1971. Nesse evento o escritório não conseguiu exibir sua bandeira com o logotipo tripartido distintivo da Organização. O motivo não era que a bandeira fosse inadequada para o que equivalia a uma visita de Estado. Em vez disso, a bandeira não tinha uma reputação oficial e, portanto, não existia legalmente. Embora a bandeira da OIT tenha sido usada por décadas, sua presença era meramente “decorativa” de acordo com uma carta de 1977 da OIT ao Centro de Pesquisa de Bandeiras nos Estados Unidos, que dizia “a OIT não tem uma bandeira ... nós a usamos apenas para fins decorativos dentro de salas de reunião em várias ocasiões, mas não pode ser usado ao ar livre, pois nenhuma medida foi tomada para sua adoção.”

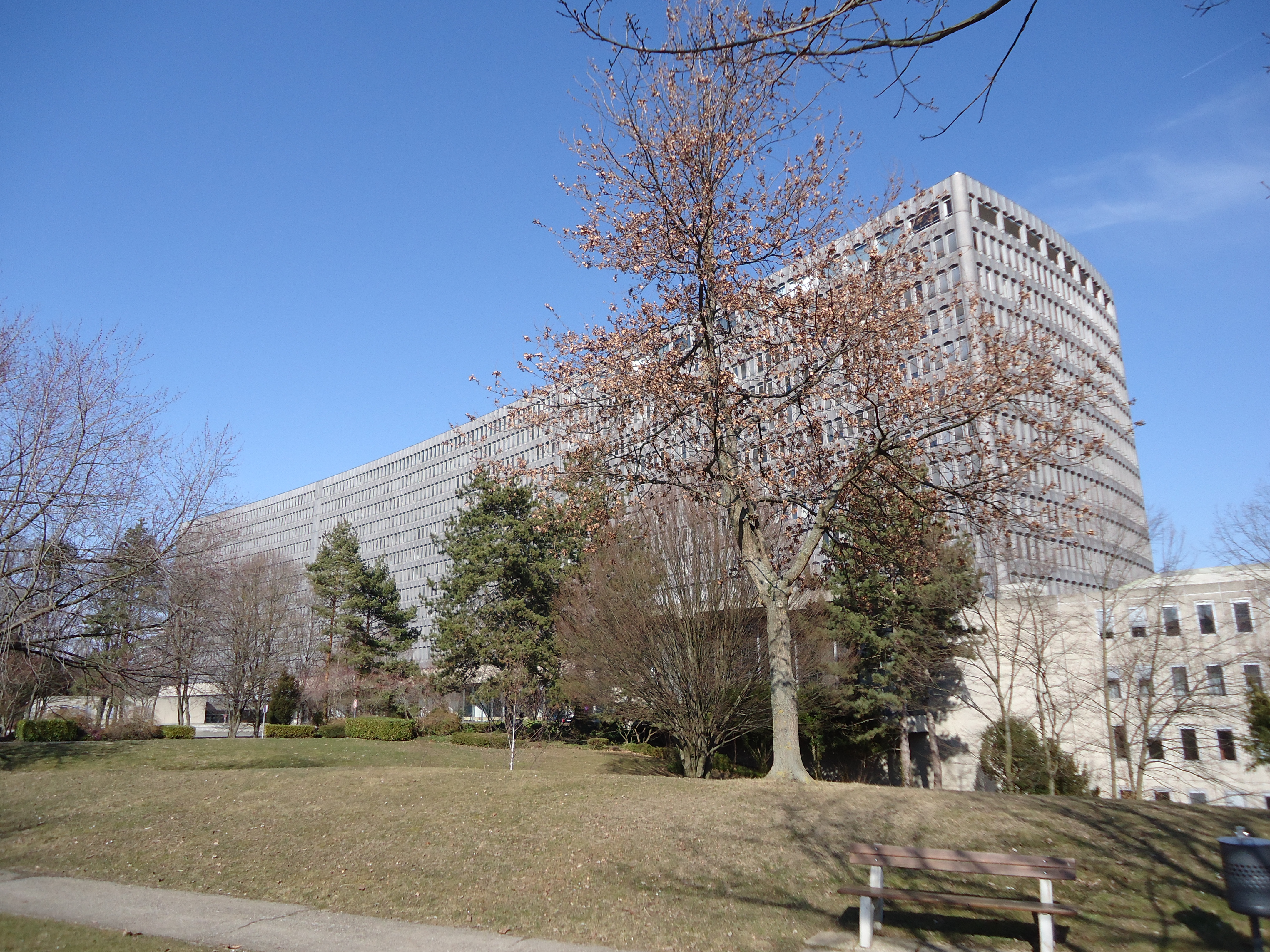
Sede da OIT em Genebra, Suíça

O motivo pelo qual a bandeira da OIT foi considerada decorativa por tantos anos remonta à fundação da ONU em 1945, quando a OIT e outras agências especializadas foram desencorajadas a adotar suas próprias bandeiras oficiais sob o argumento de que uma proliferação de insígnias prejudicaria a ideia de que todas as agências especializadas deveriam ser vistas como parte de o sistema mais amplo da ONU. Mas os tempos mudam. Ao longo dos anos, outras organizações da ONU adotaram suas próprias bandeiras para demonstrar sua posição única dentro da família da ONU. A adoção de uma resolução pela Conferência Internacional do Trabalho em junho legalizando a bandeira garante que a OIT não será exceção. Deixando de ser uma mera decoração, a bandeira da OIT agora ocupará seu lugar de direito ao lado das bandeiras de outras agências que representam a ONU de hoje.

## Características

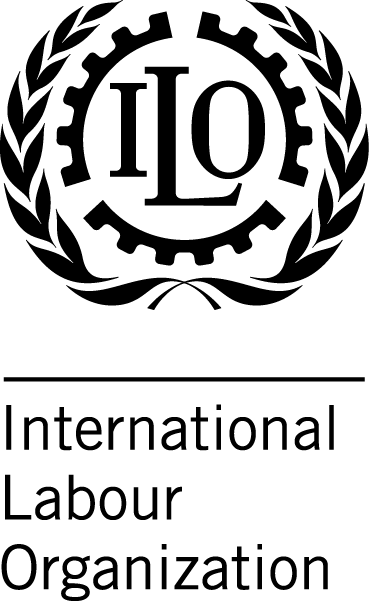
Emblema na versão em língua inglesa

Seu desenho consiste em um retângulo que pode ser apresentado em três proporções largura-comprimento: a) de 2:3, b) 3:5, ou c) nas mesmas proporções da bandeira nacional de qualquer país em que a bandeira da OIT seja hasteada.Sua cor é azul com o emblema da organização na cor branca no centro. O emblema da OIT é baseado no emblema da ONU em que a projeção azimutal terrestre é substituída por uma engrenagem tripartido com a letras ILO no seu interior.
Segundo a resoluções adotadas na 93ª Conferência da OIT, em Junho de 2005, "A bandeira da OIT será o emblema oficial da Organização Internacional do Trabalho centrado em um fundo azul das Nações Unidas, conforme aprovado pelo Diretor-Geral em 1 de setembro de 1967. Tal emblema deve aparecer em branco em ambos os lados da bandeira, exceto onde prescrito de outra forma pelos regulamentos. A bandeira deve ser feita nos tamanhos que podem, de tempos em tempos, ser prescritos pelos regulamentos."

### Variantes
Como o emblema da organização pode mudar em função do idioma. Abaixo algumas variantes:

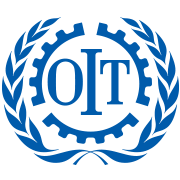
Francês, espanhol, português e catalão
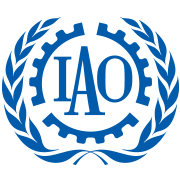
Alemão, holandês
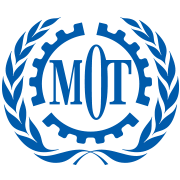
Russo
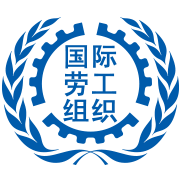
Chinês

## Simbolismo

A engrenagem é um símbolo do operariado

As cores azul celeste e branco, que são as predominantes da bandeira, são as cores tradicionais das Nações Unidas. Finalmente, é rodeada de ramos de oliveira, um símbolo universal de paz.
A engrenagem simboliza os trabalhadores. A roda dentada ou engrenagem é o nome dado ao objeto geralmente circular ou cilíndrico, cujas extremidades estão cortadas em seções, em forma de "dentes", e são projetadas com a finalidade de compor um sistema que produz movimento. A tradição atribui a criação da roda dentada a Arquimedes de Siracusa (287 a.C. – 212 a.C.). Um dos tipos mais primitivos de engrenagens que se tem notícia é uma roda com cavilhas de madeira. A engrenagem também representa o bom funcionamento interno de um dispositivo, uma peça que nem sempre está visível para os espectadores, mas que é essencial em um sistema. Ela também representa a ideia de movimento e constância.

## Protocolo e Uso

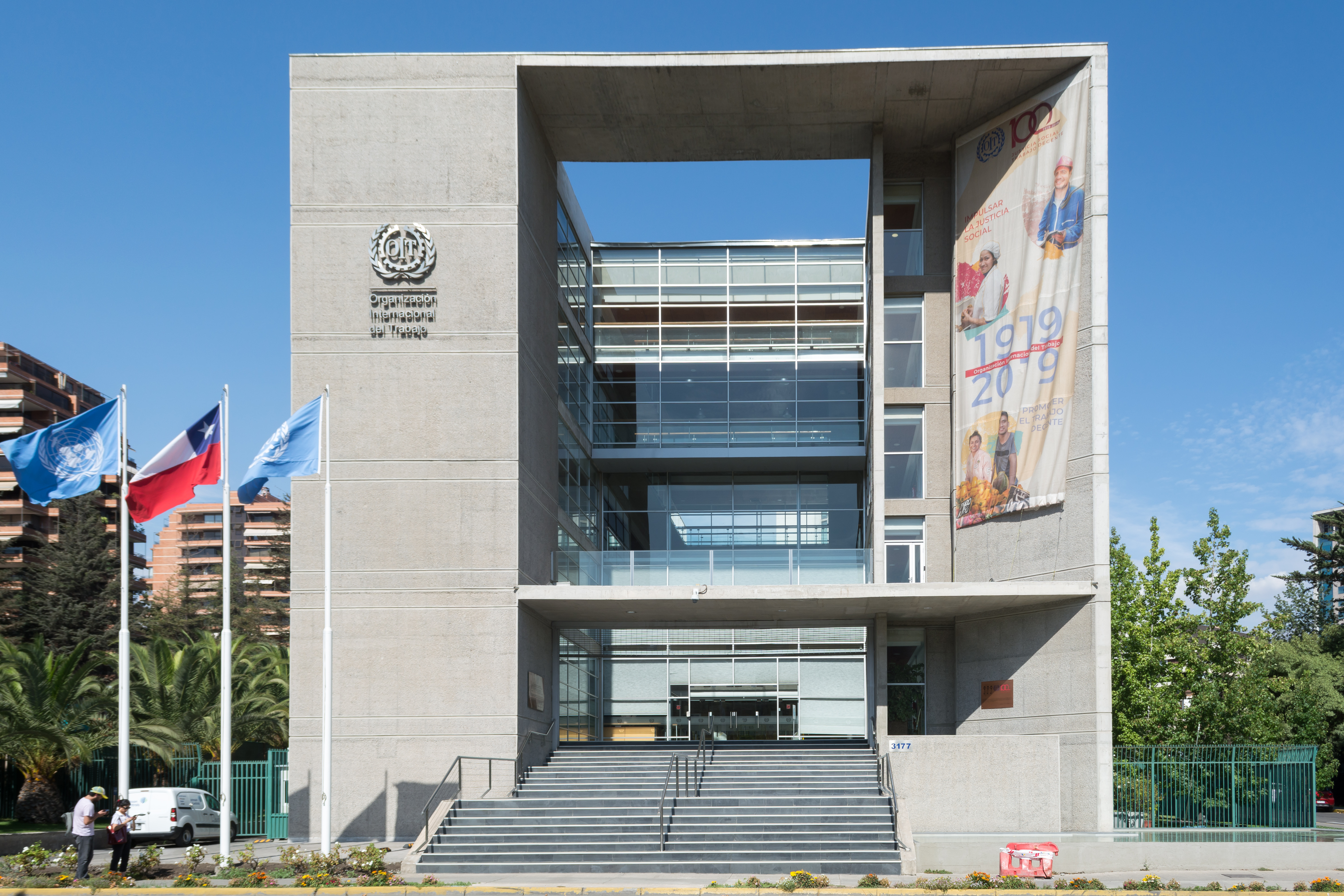
Sede da OIT em Santiago, Chile. Da esquerda para a direita as bandeiras da ONU, do Chile e da OIT

Segundo a resoluções adotadas na 93ª Conferência da OIT, em Junho de 2005, a bandeira da OIT apresenta certos protocolos:
2. Dignidade da bandeira - A bandeira não será submetida a qualquer indignidade.
3. Protocolo - A bandeira da Organização Internacional do Trabalho não deve ser subordinada a qualquer outra bandeira. Assim como a bandeira dsa OIT pode ser hasteada, em relação a qualquer outra bandeira, será prescrita no regulamento.
4. Uso de bandeira pela Organização Internacional do Trabalho
A bandeira deve ser hasteada:
- (a) de todos os edifícios, escritórios e outras propriedades ocupadas pela Organização Internacional do Trabalho;
- (b) de qualquer residência oficial quando tal residência tiver sido designada por regulamento;

- A bandeira deve ser usada por qualquer unidade que atue em nome da Organização Internacional do Trabalho, como qualquer comitê ou comissão ou outra entidade estabelecida pela Organização Internacional do Trabalho, nas circunstâncias não abrangidas neste código que possam se tornar necessárias no interesse de Organização Internacional do Trabalho.[3]

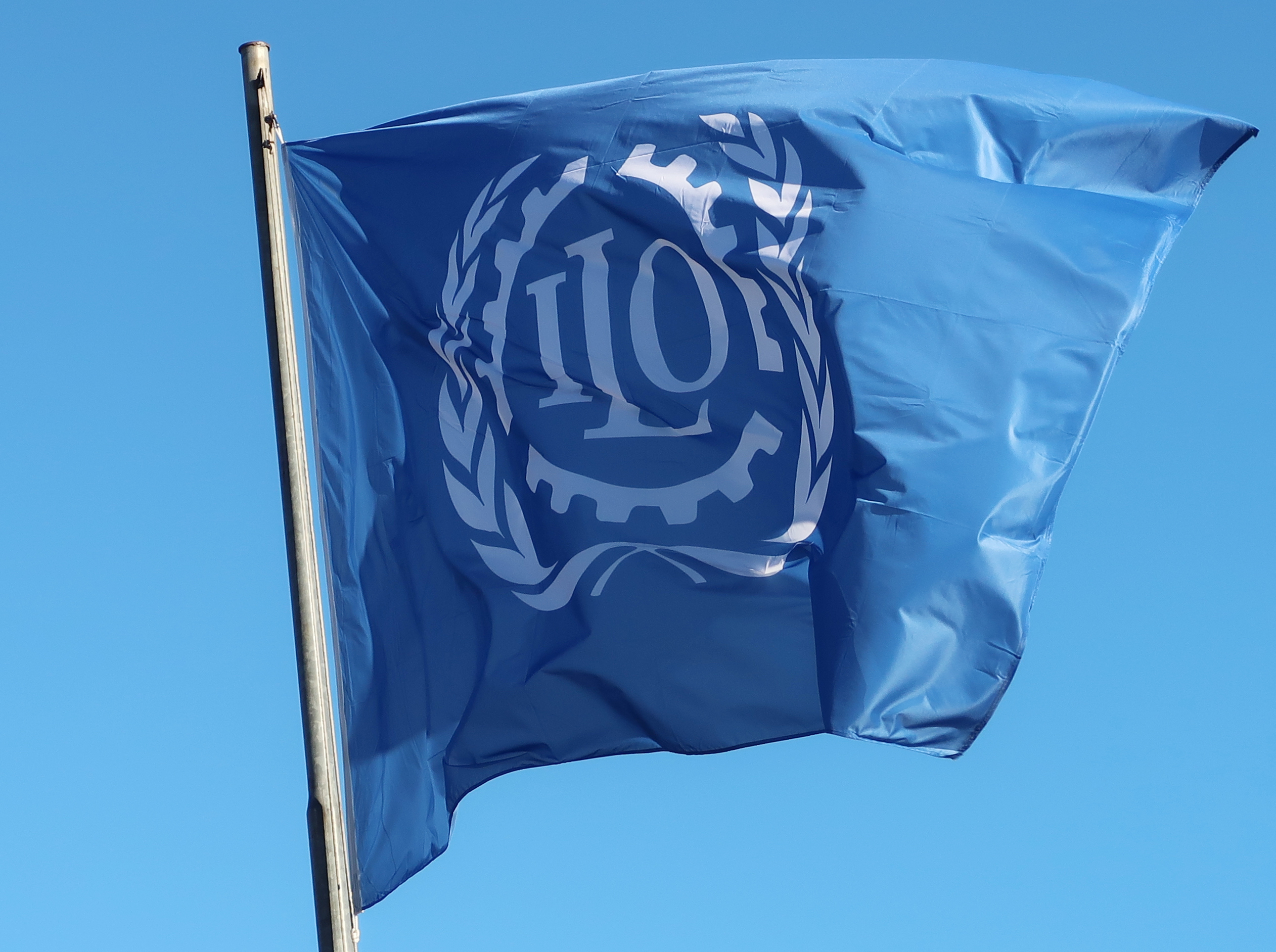
Bandeira da OIT

5. Uso de bandeira em geral - A bandeira pode ser usada de acordo com este código de bandeira por governos, organizações e indivíduos para demonstrar o apoio da Organização Internacional do Trabalho e para promover seus princípios e propósitos. A maneira e as circunstâncias de exibição devem obedecer, na medida do apropriado, às leis e costumes aplicáveis à exibição da bandeira nacional do país em que a exibição é feita;
6. Proibição - A bandeira não deve ser usada de forma inconsistente com este código ou seus regulamentos. Em hipótese alguma a bandeira ou uma réplica da mesma poderá ser utilizada para fins comerciais ou em associação direta com um artigo de mercadoria. O Diretor-Geral, sujeito à aprovação dos Diretores do Conselho de Administração, pode desviar-se deste princípio em circunstâncias especiais, como a celebração de um aniversário da Organização.